# El Cenizo
El Cenizo är en ort i Mexiko.   Den ligger i kommunen Jesús María och delstaten Aguascalientes, i den centrala delen av landet, 400 km nordväst om huvudstaden Mexico City. El Cenizo ligger 1 875 meter över havet och antalet invånare är 335.
Terrängen runt El Cenizo är platt österut, men västerut är den kuperad. Runt El Cenizo är det tätbefolkat, med 459 invånare per kvadratkilometer. Närmaste större samhälle är Aguascalientes, 14,4 km söder om El Cenizo. Trakten runt El Cenizo består till största delen av jordbruksmark.